# Untergiesing-Harlaching
Untergiesing-Harlaching è uno dei distretti in cui è suddivisa la città di Monaco di Baviera, in Germania. Viene identificato col numero 18.

## Geografia fisica
Il distretto si trova a sud del centro della città.

### Suddivisione
Il distretto è suddiviso amministrativamente in 5 quartieri (Bezirksteile):
1. Untergiesing
2. Siebenbrunn
3. Giesing
4. Neuharlaching
5. Harlaching